# Facoltà teologica
Nel contesto italiano la facoltà teologica è un'istituzione universitaria ecclesiastica, destinata al conferimento di titoli accademici ecclesiastici a laici e chierici.

## Storia
Nell'ottobre 1810 Friedrich Schleiermacher inaugurava nell'ottobre l'insegnamento di metodologia teologica nella nuova università di Berlino, pubblicando Kurze Darstellung des theologischen Studiums. Questo corso di teologia protestante problematizzava la relazione tra il valore scientifico dell'attività teologica e l'etica, la dialettica e la filologia. Dava avvio all'integrazione dell'insegnamento della teologia all'interno dell'università pubbliche statali, fato tipico del mondo germanico e protestante, realizzato al prezzo di una riduzione della teologia a fenomenologia della religione, prima di una Rivelazione di origine divina. La rottura tra fede e ragione, e tra fede e vita, avvenuta con l'Illuminismo, assunse un corso diverso nel resto dell'Europa continentale, dove l'insegnamento della teologia fu escluso dalle università pubbliche statali e restò monopolio della Chiesa cattolica.
L'apertura della frequenza e insegnamento alle donne risale agli anni Settanta. Al 2024 non è stata ancora compiuta un'indagine del fenomeno. In precedenza, la teologia era insegnata da maschi ad altri maschi, in prevalenza candidati al ministero ordinato. È ancora dibattuto se le religiose debbano una ricevere una formazione approfondita come quella dei sacerdoti.
In Italia, esistono tre enti di formazione teologica: le Facoltà teologiche, gli Istituti superiori di scienze religiose (con la laurea triennale e magistrale in teologia e scienze religiose) e i seminari ITA. Al 2024, la laurea in teologia non è riconosciuta nell'ordinamento civile italiano come laurea umanistica spendibile nei concorsi pubblici. Esistono progetti di riforma che prevedono la creazione di un triennio di studi in filosofia, riconosciuto dallo Stato, e propedeutico al biennio in teologia.

### In Francia
Nel 1885 le facoltà teologiche furono espulse dalle università francesi, e dalla Sorbona in primis.
Nello stesso tempo, fu fondata a Parigi la quinta sezione dell’Ecole Pratique des Hautes Études, avente per scopo lo studio delle Scienze religiose.
In Francia non mancarono i centri di produzione, diffusione e fruizione della cultura teologica: la Facoltà di teologia dell'Institut catholique de Paris, nata in seno ai domenicani della “Provincia di Francia” (Parigi); il mondo intellettuale orbitante attorno a Le Saulchoir, che comprende altresì la rivista Revue des Sciences Philosophiques et Théologiques e le edizioni Cerf.
Seguirono l'impegno dei Gesuiti francesi, che diedero vita alla Facultés Loyola (già Centre Sèvres) e alla relativa rivista Recherches de science religieuse.

## Facoltà teologiche cattoliche
- Pontificia facoltà teologica dell'Italia meridionale (PFTIM) - Napoli
- Facoltà teologica dell'Italia settentrionale (FTIS) - Milano
- Facoltà teologica dell'Italia settentrionale - sezione parallela di Torino
- Facoltà teologica del Triveneto (FTTr) - Padova
- Facoltà teologica dell'Emilia-Romagna (FTER) - Bologna
- Facoltà teologica dell'Italia centrale (FTIC) - Firenze
- Facoltà teologica pugliese (FTP) - Bari
- Pontificia facoltà teologica di Sicilia "San Giovanni Evangelista" (PFTS) - Palermo
- Pontificia facoltà teologica della Sardegna (PFTSar) - Cagliari
- Istituto teologico calabro "S. Pio X" - Catanzaro
- Facoltà di Teologia di Lugano (affiliata all'Università della Svizzera italiana) - Lugano (Svizzera)

### Facoltà teologiche a Roma
- Pontificia università gregoriana (PUG)
- Pontificio istituto biblico (PIB)
- Pontificio istituto orientale (PIO)
- Pontificio istituto Regina Mundi
- Pontificia università lateranense (PUL)
- Accademia alfonsiana (Istituto superiore di teologia morale)
- Istituto patristico augustinianum
- Istituto di teologia della vita religiosa claretianum
- Pontificio istituto Giovanni Paolo II
- Pontificia università urbaniana (PUU)
- Pontificia università San Tommaso d'Aquino (PUST) o Angelicum
- Pontificia università salesiana (UPS)
- Pontificia università della Santa Croce (USC)
- Pontificia università Antonianum (PUA)
- Pontificio ateneo Sant'Anselmo
- Pontificio ateneo Regina Apostolorum (UPRA)
- Pontificia facoltà teologica San Bonaventura o Seraphicum
- Pontificia facoltà teologica «Ss.Teresa di Gesù e Giovanni della Croce» o Teresianum
- Pontificia facoltà teologica Marianum
- Pontificia facoltà teologica Camillianum (Istituto internazionale di teologia pastorale sanitaria)

## Facoltà teologiche ortodosse
- Istituto di Teologia Ortodossa «Santa Eufemia megalomartire»[4] - Venezia
- Facultății de Teologie Ortodoxă «Justinian Patriarhul» - Extensia de la Roma[5] - Roma

## Facoltà teologiche protestanti
- Facoltà valdese di teologia[6] - Roma
- Istituto Avventista Villa Aurora[7] - Firenze
- Facoltà pentecostale di Scienze Religiose[8] - Bellizzi (Salerno)